# Уда (уезд)
Уда (яп. 宇陀郡 Уда-гун) уезд расположен в префектуре Нара, Япония.

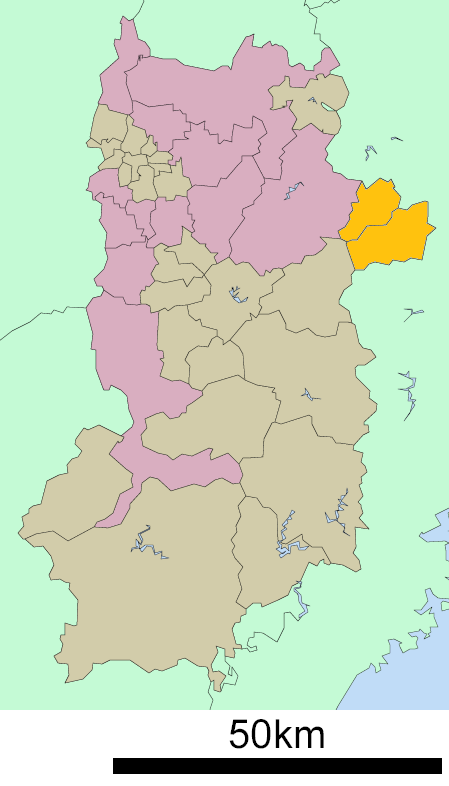
Расположение уезда Уда в префектуре Нара.

По оценкам на 1 апреля 2017 года, население составляет 3,140 человек, площадь 127.34 км ², плотность 24,7 человек / км ².
В современном виде уезд создан в 1880 году. При этом в него также входила большая часть города Уда, впоследствии выделенный в самостоятельную единицу.

## Посёлки и сёла
- Мицуэ
- Сони